# Freziera forerorum
Freziera forerorum là một loài thực vật thuộc họ Theaceae. Đây là loài đặc hữu của Panama.